# 張邦彥 (嘉靖福建進士)
张邦彦（1517年—1587年），字允祯，别號雲屏，福建福州府怀安县人，明朝政治人物、同进士出身。

## 生平
嘉靖二十二年（1543年）癸卯科福建乡试第四十一名舉人，二十三年（1544年）登甲辰科进士會試第三百十四名，三甲第98名，授進賢縣知縣，連丁母、祖母憂，苫居五年，除服，補烏程县知县，三载任满，擢户部主事，后升任户部郎中、湖州府知府。

## 家族
曾祖張華；祖父張銘，按察司司獄；父張文漢，母林氏。重庆下。